# 克里斯·贝利厄
克里斯·贝利厄（英語：Chris Baillieu，1949年12月12日—），英国男子赛艇运动员。他曾代表英国参加1976年和1980年夏季奥林匹克运动会赛艇比赛，其中1976年奥运会获得一枚银牌。